# Bent Egsmark Christensen

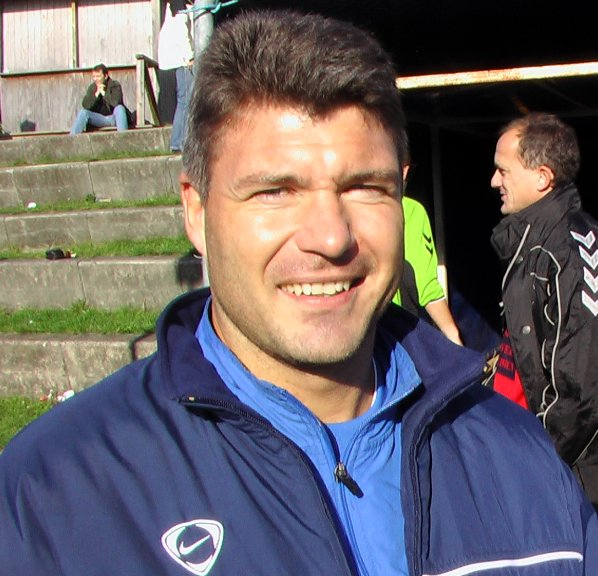
Bent Christensen (2004)

Bent Egsmark Christensen (* 2. Februar 1963 in Værløse) ist ein dänischer Fußballtrainer und ehemaliger Fußballspieler.

## Vereinskarriere
Der Mittelfeldspieler spielte in der Jugend bei Værløse BK und war von 1982 bis 1989 für Lyngby BK in der dänischen ersten Liga aktiv. 1983 wurde er mit Lyngby dänischer Meister; 1984 und 1985 gewann er den dänischen Pokal. 1989 wechselte er in die Schweiz zu den Young Boys Bern, bei denen er sieben Jahre unter Vertrag stand. 1996 kehrte er nach Lyngby zurück. Eine Kreuzbandverletzung beendete 1997 seine aktive Laufbahn. Er blieb danach als Trainer in Lyngby.

## Nationalmannschaft
Bent Christensen gab 1981 in Fürstenwalde bei einem Match gegen die gleichaltrige Auswahl der DDR sein Debüt in der U-19-Nationalmannschaft. Vier Einsätzen in der U-19 folgten 1982 und 1983 fünf Spiele für die U-21-Auswahl, unter anderem in der Qualifikation für die EM 1984. 
Am 18. Mai 1988 setzte ihn Trainer Richard Møller Nielsen erstmals in der A-Nationalmannschaft ein. Im Qualifikationsspiel für die Olympischen Spiele gegen Polen wurde er in der 57. Minute für den anderen Debütanten dieses Spiels, Mark Strudal, eingewechselt. 1989 berief der neue Trainer Sepp Piontek Christensen zu einem Turnier auf Malta. Am 8. Februar 1989 machte er gegen die maltesische Auswahl sein erstes Spiel über 90 Minuten. Kurios an diesem Spiel war, dass bis zur 72. Minute zwei Spieler mit demselben Namen auf dem Platz standen – neben Christensen auch sein Namensvetter Bent Turbo Christensen von Brøndby IF, der gegen Malta sein A-Länderspieldebüt gab. Nach einem weiteren Spiel bei dem Turnier auf Malta und einer Einwechslung im Match gegen Belgien im August 1989 war Bent E. Christensens Karriere als A-Nationalspieler bereits beendet. Beide Bent Christensens standen allerdings noch einmal bei einem B-Länderspiel 1996 gegen Schottland gemeinsam auf dem Platz.

## Trainer
Nach seiner aktiven Laufbahn wurde Christensen zunächst bei Lyngby Assistent von Poul Hansen. Außerdem war er Trainer der zweiten Mannschaft von Lyngby BK. 2003 war er ein halbes Jahr lang Cheftrainer von Brønshøj BK in der 1. division (zweite dänische Liga). Zum 1. Januar 2004 holte ihn Lyngby BK als Cheftrainer zurück, diesen Posten hatte er zwei Jahre lang inne. Seit Januar 2006 ist er Cotrainer bei Lyngby BK, zunächst von Kasper Hjulmand und in der Saison 2008/09 von Henrik Larsen.